# Giara Garate
Giara Garate (* 10. Mai 1996) ist eine peruanische Sprinterin.

## Sportliche Laufbahn
Erste Erfahrungen bei internationalen Meisterschaften sammelte Giara Garate 2018 bei den U23-Südamerikameisterschaften in Cuenca, bei denen sie im 200-Meter-Lauf mit 25,44 s in der ersten Runde ausschied und mit der peruanischen 4-mal-100-Meter-Staffel in 46,34 s auf den vierten Platz gelangte. Im Jahr darauf nahm sie an den Südamerikameisterschaften in Lima teil und gelangte dort mit der Staffel in 46,60 s auf Rang fünf. Anschließend nahm sie mit der Staffel auch an den Panamerikanischen Spielen ebendort teil und gelangte dort aber nicht ins Ziel. 2020 gelangte sie bei den erstmals ausgetragenen Hallensüdamerikameisterschaften in Cochabamba in 7,93 s auf den achten Platz im 60-Meter-Lauf.

## Persönliche Bestzeiten
- 100 Meter: 12,28 s (+0,7 m/s), 23. Juni 2019 in Cali
  - 60 Meter (Halle): 7,93 s, 1. Februar 2020 in Cochabamba
- 200 Meter: 25,38 s (−0,2 m/s), 14. April 2019 in Cuenca